# Alchemilla pascualis
Alchemilla pascualis är en rosväxtart som beskrevs av Sergei Vasilievich Juzepczuk. Alchemilla pascualis ingår i släktet daggkåpor, och familjen rosväxter. Inga underarter finns listade i Catalogue of Life.